# Robert Nordmark
För musikern Robert Nordmark, se Robert Nordmark (musiker).
Robert Ingemar Nordmark, född den 20 augusti 1962 i Överkalix församling, är en svensk ishockeytränare och före detta ishockeyspelare (back). 
Han blev inför säsongen 2007/2008 tränare för Almtuna IS, men fick sparken under säsongen och ersattes av Leif Boork. 
Han gjorde 4 säsonger i NHL. Han lade av med ishockeyn efter säsongen 2000/2001, men gjorde comeback som spelare i Djurgårdens IF under säsongen 2003/2004 (där han var assisterande tränare) på grund av skadeproblem i laget. Han spelade även 5 matcher i Enköpings SK under säsongen 2004/2005.
Han blev världsmästare 1987 med Tre Kronor i Wien, Österrike. Dessutom har han vunnit två silvermedaljer från VM 1986 och VM 1995. Robert Nordmark mottog en kopia av Svenska Dagbladets guldmedalj 1987.
Nordmark är född i Överkalix och uppvuxen i Luleå. Han är kusin till backkollegan Anders Eldebrink. Han bor för närvarande i Täby kommun.

## Karriär
- 1979/1980 Luleå HF
- 1980/1981 Frölunda HC
- 1981/1982-1983/1984 Brynäs IF
- 1984/1985-1986/1987 Luleå HF
- 1987/1988 St. Louis Blues
- 1988/1989-1990/1991 Vancouver Canucks
- 1991/1992-1992/1993 Västerås IK
- 1993/1994-1994/1995 Djurgårdens IF
- 1995/1996 Lukko
- 1996/1997 ZSC Lions
- 1997/1998 Djurgårdens IF
- 1998/1999 Klagenfurt
- 1999/2000 Hammarby Hockey
- 2000/2001 Nottingham Panthers
- 2003/2004 Djurgårdens IF
- 2004/2005 Enköpings SK

## Tränarkarriär
- 2002/2003-2003/2004 Assisterande tränare i Djurgårdens IF
- 2004/2005 Djurårdens IF J20
- 2007/2008 Almtuna IS